# Menhir von Aghalane

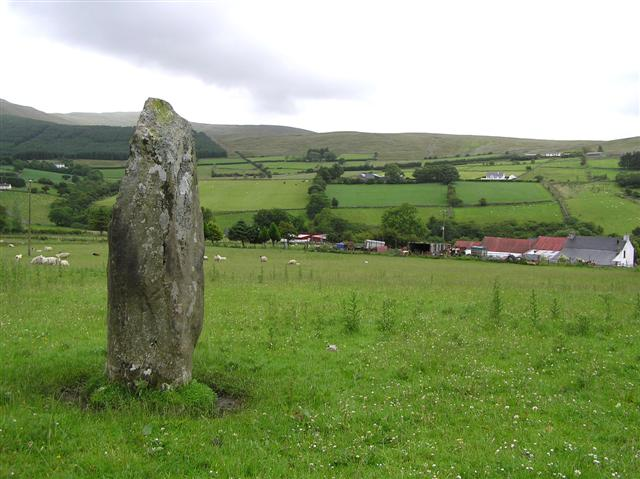
Menhir von Aghalane

Der etwa 2,1 m hohe, quaderförmige, leicht spitz zulaufende Menhir von Aghalane (englisch Standing stone) steht im nordwestlichen Quadranten einer etwa 15,0 m messenden runden Einhegung im Norden des Townland Aghalane (irisch Achadh Leathan), westlich des Flusses Eden, nordöstlich von Plumbridge im County Tyrone in Nordirland.
In der Nähe liegen der Steinkreis und die Steinreihe von Aghalane.